# Andrea Gracis
Andrea Gracis (Treviso, 4 de enero de 1960)  es un exjugador italiano de baloncesto. Jugaba en el puesto de base, siendo el equipo donde más tiempo estuvo el Scavolini Pesaro.

## Clubes
- 1979-1980 Pallacanestro Treviso
- 1980-1983 Reyer Venezia
- 1983-1994 Victoria Libertas Pesaro
- 1994-1998 Pallacanestro Treviso
- 1998-1999  Bears Mestre

## Palmarés
- LEGA: 3

 Victoria Libertas Pesaro: 1988, 1990
Pallacanestro Treviso: 1997
- Copa Italia: 3

Victoria Libertas Pesaro: 1985, 1992
Pallacanestro Treviso: 1995
- Recopa: 1

Pallacanestro Treviso: 1995